# Tondo Piccolo
Tondo Piccolo (in croato Tovarjež) è uno scoglio disabitato della Croazia, situato lungo la costa occidentale dell'Istria, a nord del canale di Leme.
Amministrativamente appartiene al comune di Fontane, nella regione istriana.

## Geografia
Tondo Piccolo si trova a sudovest di punta Fontane (Grgetov rt), a ovest di punta Sippera (Mićelov rt) e delle insenature di Valcanella (uvala Vankanela), val Fornasina (uvala Frnažina) e di uvala Vršipera, e a nordest della secca Marmi (plitvac Mramori). Nel punto più ravvicinato, dista 825 m dalla terraferma (sudest di punta Fontane).
Diversamente da ciò che suggerisce il nome, Tondo Piccolo è uno scoglio più triangolare che tondeggiante, con il vertice che punta verso nord-nordovest. Misura 130 m di lunghezza e 95 m di larghezza massima. Ha una superficie di 7741 m² e uno sviluppo costiero di 0,330 km.

### Isole adiacenti
- Scoglio Reverol (hrid Reverol), piccolo scoglio situato 640 m a nord di Tondo Piccolo, che ha una superficie di 1300 m²[3]. (45°10′28.8″N 13°34′42.3″E)
- Revera (Veli Školj), isolotto situato 860 m a nord-nordest di Tondo Piccolo.
- Scoglio Riso (Školjić), scoglio situato 720 m circa a nordest di Tondo Piccolo.
- Tufo (Tuf), scoglio tondo posto 830 m a est-sudest di Tondo Piccolo.
- Fighera (Figarolica), scoglio rotondo situato 1,24 km a sudest di Tondo Piccolo.
- La Calle (Lakal), scoglio situato 1 km circa a sudest di Tondo Piccolo.
- Tondo Grande (Gusti Školj), isolotto tondo posto 815 m circa a sud di Tondo Piccolo.

### Cartografia
- (HR) Mappa topografica della Croazia 1:25000, su preglednik.arkod.hr.